# Teco Cardoso
Manoel Carlos Guerreiro Cardoso, mais conhecido como Teco Cardoso (São Paulo, 25 de outubro de 1960) é um saxofonista e flautista brasileiro, que tem se dedicado ao desenvolvimento de uma linguagem própria e brasileira para seus instrumentos (toda a família dos saxofones, flautas transversais e mais uma bela coleção de flautas indígenas brasileiras, pifes e flautas de bambu).

## Biografia
Filho de pianista erudita e formado em medicina, Teco Cardoso estudou no Centro Livre de Aprendizagem Musical - CLAM (fundado e dirigido pelo Zimbo Trio), com Hector Costita, flauta com Léa Freire, Grace Henderson e Keith Underwood, harmonia com Cláudio Leal Ferreira, contraponto e arranjo com Moacir Santos. 
Participou do Movimento de Música Independente Paulista do final da década de 70 com grupos como PéAntePé, Grupo Um e ZonAzuL, entre outros. Na década de 80, ingressou no Grupo Pau Brasil, com o qual gravou vários discos e fez diversas turnês pela Europa. Nos anos 90 fundou, com o pianista Benjamim Taubkin, a gravadora Núcleo Contemporâneo, na qual desenvolveu a carreira de produtor musical. Tem contribuido com o trabalho de importantes compositores, intérpretes e arranjadores brasileiros como Edu Lobo, Dori Caymmi, Joyce, Baden Powell, João Donato, Moacir Santos, Paulinho Nogueira, Carlos Lyra, Johny Alf, Sérgio Santos, Nelson Ayres, Marlui Miranda, Mônica Salmaso, Renato Braz, Oscar Castro Neves, Jim Hall, Toots Thielemans, Filó Machado, Rosa Passos, Mozar Terra, Léa Freire, Benjamim Taubkin, Mario Adnet e Guilherme Vergueiro, entre outros.
Como solista lançou “Meu Brasil” (prêmio Sharp revelação Instrumental 98), “Caminhos Cruzados” (com o violonista Ulisses Rocha, “O Cineasta da Selva” (trilha sonora do longa metragem homônimo composta em parceria com o percussionista Caito Marcondes) e “Quinteto” (junto à flautista e compositora Léa Freire). Participa, como fundador e produtor, da Orquestra Popular de Câmara, ao lado de Benjamim Taubkin, e é solista convidado de inúmeros trabalhos instrumentais. Participou do CDs Ouro Negro, tributo ao maestro Moacir Santos e Jobim Sinfônico. Neste, tocou com a OSESP (Orquestra Sinfônica do Estado de São Paulo)), além de atuar como co-produtor, tendo sido premiado com um Grammy. Produziu o CD “Cartas Brasileiras” de Lea Freire e, com Benjamim Taubkin, o CD/DVD “Um Sopro de Brasil”.
Nos últimos anos, tem frequentemente excursionado pelo Japão, EUA e Europa, participando de importantes Festivais de Jazz e World Music como solista, com grupos instrumentais ou acompanhando grandes nomes da MPB.
Gravou, em junho de 2006, em Copenhague, o CD Waterbikes com o pianista e compositor Dinamarquês Thomas Clausen, com quem tem excursionado pela Europa e EUA. Em 2008, gravou e excursionou por todo o Brasil com Noites de Gala, Samba na Rua CD/DVD de Monica Salmaso e Grupo Pau Brasil. Em 2009 ganhou o Grammy de “Melhor Grupo de Jazz Contemporâneo” com o CD “Randy Brecker in Brasil”. Lançou em 2011 um novo quinteto com Lea Freire, Tiago Costa, Fernando De Marco e Edu Ribeiro chamado "Vento em Madeira".

Teco é casado com a cantora Mônica Salmaso, de quem também atua como produtor musical.

## Discografia

### Comoleader
- Meu Brasil (1997)[7];
- Quinteto (1998)[7];

### Com o Grupo Pau Brasil
- Pau Brasil (1983);
- Pindorama (1986);
- Cenas Brasileiras (1987);
- Lá Vem a Tribo (1989);
- Metrópolis Tropical (1991);
- Música Viva (1993);
- Babel (1995);
- 2005 (2005);
- Villa-Lobos (2012);
- Concerto (2012);
- Caixote (2012).